# Трстеник (Марија Горица)
Трстеник (до 1991. године Трстеник Пушћански) је насељено место у саставу општине Марија Горица у Загребачкој жупанији, Хрватска. До територијалне реорганизације у Хрватској налазио се у саставу старе загребачке приградске општине Запрешић.

## Становништво
На попису становништва 2011. године, Трстеник је имао 350 становника.

## Попис1991.
На попису становништва 1991. године, насељено место Трстеник Пушћански је имало 258 становника, следећег националног састава:
| Попис 1991.‍ | Попис 1991.‍ | Попис 1991.‍ | Попис 1991.‍ | Попис 1991.‍ |
| ----------- | ----------- | ----------- | ----------- | ----------- |
|             |             |             |             |             |
| Хрвати      | Хрвати      |             | 239         | 92,63%      |
| Југословени | Југословени |             | 7           | 2,71%       |
| Словенци    | Словенци    |             | 4           | 1,55%       |
| Немци       | Немци       |             | 3           | 1,16%       |
| Црногорци   | Црногорци   |             | 1           | 0,38%       |
| непознато   | непознато   |             | 4           | 1,55%       |
| укупно: 258 |             |             |             |             |